# Studeňany
Studeňany jsou vesnice a část obce Radim v okrese Jičín. Nachází se asi jeden kilometr jihozápadně od Radimi. Studeňany jsou také název katastrálního území o rozloze 3,15 km².

## Historie
První písemná zmínka o vesnici pochází z roku 1368.
V roce 1596 vesnici prodala Kateřina z Donína jako součást dřevěnického panství Janu Rudolfovi Trčkovi z Lípy.
Od roku 1995 je část vsi chráněna jako vesnická památková zóna.

## Pamětihodnosti
- Kaplička na návsi
- Sloup s křížkem
- Venkovské domy čp. 3, 5, 39
- Venkovské usedlosti čp. 6, 9, 10, 38, 43
- Sýpka u čp. 4

## Osobnosti
Ve Studeňanech žili výtvarníci Josef Váchal a Anna Macková. Josef Váchal ve Studeňanech zemřel. Oba jsou pochováni na hřbitově v Radimi.